# Moira (Nueva York)
Moira es un pueblo ubicado en el condado de Franklin en el estado estadounidense de Nueva York. En el año 2000 tenía una población de 2.857 habitantes y una densidad poblacional de 24.4 personas por km².

## Geografía
Moira se encuentra ubicado en las coordenadas 44°49′49″N 74°32′47″O / 44.83028, -74.54639.

## Demografía
Según la Oficina del Censo en 2000 los ingresos medios por hogar en la localidad eran de $26,393, y los ingresos medios por familia eran $33,047. Los hombres tenían unos ingresos medios de $29,779 frente a los $19,866 para las mujeres. La renta per cápita para la localidad era de $13,270. Alrededor del 18.4% de la población estaban por debajo del umbral de pobreza.